# Hans Goltz

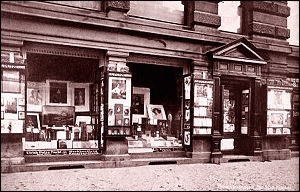
Jedna z pierwszych galerii Hansa Goltza (około 1912)

Hans Goltz (ur. 11 sierpnia 1873 w Elbing, zm. 21 października 1927 w Baden-Baden) – niemiecki znawca sztuki, kurator, marszand i pionier sztuki nowoczesnej.

## Życiorys
Hans Goltz był czwartym z pięciorga dzieci elbląskiego handlarza, Benjamina. W 1886 rodzina straciła majątek i przeniosła się do Królewca. Gdy miał siedemnaście lat Goltzowie przenieśli się do Bambergu.
Od 1904 Hans Goltz mieszkał w Monachium. W 1911 samodzielnie założył w mieście galerię, w której sprzedawał książki i dzieła sztuki. Dzięki założonemu wydawnictwu i publikacji krytycznych materiałów na temat współczesnej sztuki galeria zyskiwała coraz większe znaczenie i uznanie w środowisku artystycznym miasta.
Niebawem Goltz otworzył New Art Gallery, instytucję już w pełni sprofesjonalizowaną. Organizując ponad 160 wystaw monachijska publiczność oraz zagraniczni goście mogli obejrzeć najnowsze obrazy oraz rzeźby z rozwijających się kierunków: futuryzmu, kubizmu oraz ekspresjonizmu. U Goltza swoje obrazy zaczęli pokazywać najbardziej znaczące nazwiska epoki, od Hansa Arpa po Emila Zoira. Od 1925 w galerii Goltza pracował Georg Jung.
Goltz jako jeden z pierwszych marszandów wprowadził system drukowania katalogów wystawianych u siebie dzieł, dzięki czemu stworzył standard obecny do dzisiaj. Oprócz katalogów Goltz w swoich galeriach wprowadził również zwyczaj prezentacji odczytów i seminariów naukowych na temat współczesnego malarstwa i literatury.
Hanz Goltz zmarł w 1927. Dzięki jego galeriom Monachium znane było jako miasto europejskiej awangardy, ośrodek, w którym tworzyli i wystawiali swoje dzieła najwybitniejsi artyści.